# 米沙里夫卡
48°35′31″N 29°40′24″E / 48.59194°N 29.67333°E
米沙里夫卡（烏克蘭語：Мишарівка），是烏克蘭的村落，位於該國西南部文尼察州，由海辛區負責管轄，始建於1650年，面積0.28平方公里，海拔高度175米，2001年人口487，人口密度每平方公里1,714.79人。